# Julija Navalnaja
Julija Borisovna Navalnaja (russisk: Юлия Борисовна Навальная; født 24. juli 1976 i Moskva) er en russisk økonom.
Hun er enke til den afdøde politiske aktivist Aleksej Navalnyj, der var modstander af Ruslands præsident, Vladimir Putin. Hun er i medierne blevet beskrevet som den russiske oppositions "førstedame". Efter hendes mands død i februar 2024 meddelte Julija Navalnaja, at hun ville fortsætte hans aktivisme.